# شایوگالگوتس
شایوگالگوتس (به مجاری:  Sajógalgóc) یک منطقهٔ مسکونی در مجارستان است که در ناحیه کازینتس‌بارتسیکا واقع شده‌است.